# Shandong
Shandong (en chino, 山东; pinyin, Shāndōngⓘ) es una  provincia costera de la República Popular China. Con cerca de 102 millones de habitantes (censo del año 2020) es la segunda provincia más poblada del país, solo por detrás de Cantón. Su capital es Jinan. 
Su abreviatura es Lǔ (鲁), por el Estado de Lu que existió en la zona durante el periodo de las Primaveras y los Otoños. Otro nombre popular que se le suele dar es Qilu (齐鲁, 齊魯, Qílǔ ), ya que el Estado de Qi también estuvo aquí en esa misma época. 
Shandong significa literalmente “este de las montañas” en referencia a la localización de la provincia al este de las montañas Taihang. La provincia está situada en el bajo río Amarillo y se extiende hacia el mar en la península de Shandong. Limita con el mar de Bohai al norte, con Hebei al noroeste, con Henan al oeste, con Jiangsu al sur y con el mar Amarillo al suroeste. También comparte un pequeño tramo de frontera con Anhui, entre Henan y Jiangsu.

## Historia
Shandong está situada en el borde este de la llanura del norte de China y ha estado bajo la influencia de la cultura china desde sus inicios. Sucesivamente, a lo largo de los milenios, se sucedieron distintas culturas en la zona: la cultura Houli (6500 - 5500 a. C.); la cultura Beixin (5300 - 4100 a. C.); la Cultura de Dawenkou (4100 - 2600 a. C.); la cultura de Longshan, caracterizada por su cerámica de color negro y que supuso el apogeo de la cultura neolítica china (3000 - 2000 a. C.); y la cultura Yueshi (1900 - 1500 a. C.).
Las primeras dinastías (la dinastía Shang y la dinastía Zhou) se esforzaron en controlar las zonas central y occidental de la provincia. La península de Shandong estaba habitada por los laiyi, que quedaron fuera de la influencia de la civilización china y a los que se consideraba bárbaros (aunque finalmente fueron absorbidos y no se les menciona demasiado en la historia de China).
Durante el periodo de Primaveras y Otoños los estados regionales se volvieron extremadamente poderosos. En Shandong se establecieron dos de ellos: el estado de Qi, con capital en Linzi, y el estado de Lu, en torno a Qufu, famoso porque de allí eran Confucio y Mencio. Este estado era comparativamente pequeño, por lo que finalmente sucumbió ante el poderoso estado de Chu. El estado de Qi, sin embargo, se mantuvo como una gran potencia durante todo este periodo, gobernando ciudades como Linzi, Jimo (al norte de la moderna Qingdao) y Ju.
La dinastía Qin destruyó el estado de Qi y estableció el primer estado centralizado chino en el 221 a. C. La posterior dinastía Han creó dos zhou (州, zhōu, "provincias") en lo que es la moderna Shandong: Qingzhou en el norte y Yanzhou en el sur.

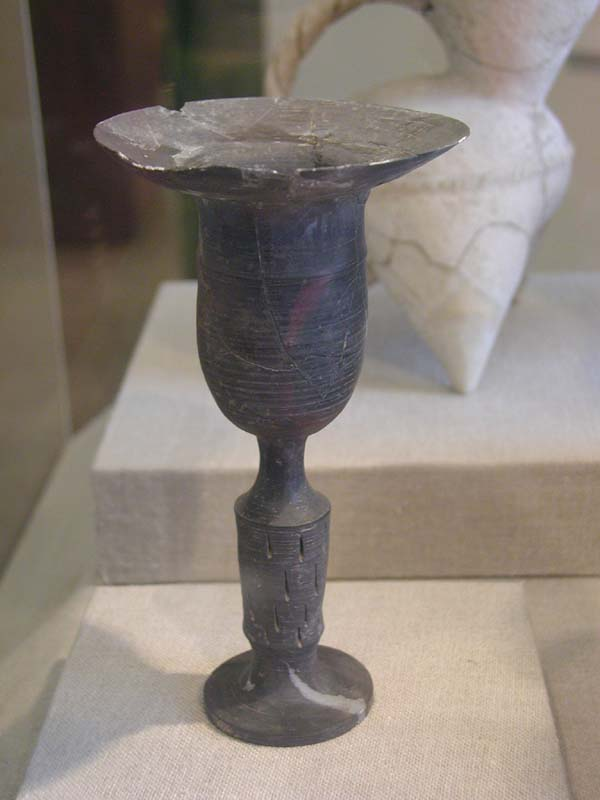
Copa de cerámica de la cultura de Longshan.

Durante el periodo de los Tres Reinos, Shandong perteneció al Reino de Wei que controlaba el norte de China. Posteriormente un breve periodo de unidad bajo la dinastía Jin dio paso a las invasiones de los pueblos nómadas del norte. Durante la siguiente centuria Shandong cambió varias veces de manos, perteneciendo sucesivamente a los Zhao Posteriores, Yan Anteriores, Qin Anteriores, Yan Posteriores, Yan del Sur, Liu Song y finalmente a la dinastía Wei Septentrional, la primera del periodo de las dinastías Meridionales y Septentrionales y a la que la provincia perteneció durante el resto del periodo.
En 412, el monje budista chino Faxian desembarcó en Laoshan (en el límite sur de la península de Shandong), procedente de India, trayendo con él varios escritos budistas. Desde allí continuó hasta la capital Qingzhou, donde permanecería durante un año traduciendo al chino lo que se considera uno de los mayores libros de viajes.
La dinastía Sui restableció la unidad del país en 589, y la dinastía Tang dominó la siguiente edad de oro de China. Posteriormente el país se escindiría en distintas facciones controladas por los señores de la guerra, lo que llevaría al periodo de las Cinco Dinastías y los Diez Reinos. Shandong formó parte de las Cinco Dinastías.
La dinastía Song reunificó China a finales del siglo X. En 1996 se descubrieron más de 200 estatuas de buda enterradas en Qingzhou. Las estatuas incluyen ejemplos primitivos de figuras pintadas y se cree que se enterraron durante la persecución del Budismo llevada a cabo por el emperador Huizong de la dinastía Song, quien favoreció el taoísmo. La dinastía Song fue obligada a ceder el norte de China a la jurchen dinastía Jin en 1142.
La moderna provincia de Shandong fue creada por la dinastía Ming. Incluía gran parte de la actual Liaoning (en el sur de Manchuria). Sin embargo los manchúes conquistaron China en 1644 y fundaron la dinastía Qing, durante la cual la provincia estableció prácticamente sus fronteras actuales.
El 25 de julio de 1668, un terremoto con una magnitud estimada de 8,5, cuyo epicentro fue justo al noreste de la ciudad de Linyi, devastó Shandong y mató entre 43.000 y 50.000 personas.
Durante el siglo XIX, toda China estuvo cada vez más influida por la cultura occidental y la provincia fue afectada de forma especial. Qingdao se cedió a los alemanes en 1897 y Weihai a los británicos en 1898. El resto de la provincia se consideraba que estaba bajo la esfera de influencia alemana. Se produjo una fuerte depresión económica producida entre otros factores por la sequía que afectó a la zona y la posterior inundación producida por el desbordamiento del río Amarillo. Además, hubo una fuerte presión demográfica producida por los desplazados que huían del hambre y los soldados desmovilizados tras la Primera Guerra Sino-japonesa. La dinastía Qing abrió los territorios de Manchuria a la emigración han y Shandong se convirtió en la fuente principal de esta emigración. Toda esta situación socioeconómica fue el caldo de cultivo en el que se desarrolló la Rebelión de los Bóxers, que comenzó en un pequeño pueblo de la provincia en marzo de 1899.
Después de la fundación de la República de China en 1911, Qingdao volvió al control chino en 1922; Weihai le siguió en 1930. En 1937, Japón inició la invasión de China durante la Segunda Guerra Sino-japonesa. Shandong estuvo ocupada por las fuerzas japonesas, con focos de resistencia en el campo, hasta la rendición de Japón al finalizar la Segunda Guerra Mundial en 1945.
Para entonces, las fuerzas comunistas ya controlaban parte de Shandong. Durante los siguientes cuatro años se desarrollaría la guerra civil china, hasta que los comunistas desalojaron del poder al Kuomintang en junio de 1949. En octubre de ese mismo año se fundaría la República Popular China.
Durante la Gran hambruna china murieron alrededor de seis millones de personas en Shandong.
Bajo el nuevo gobierno, algunas partes de Shandong fueron cedidas a la efímera provincia de Pingyuan. Shandong por su parte incrementó su territorio con las zonas de Xuzhou y Lianyungang, pertenecientes a la vecina provincia de Jiangsu. Sin embargo, ninguno de estos cambios perduraría mucho tiempo.
En los últimos años, Shandong, especialmente su parte oriental, ha acelerado su desarrollo económico, convirtiéndose en una de las provincias más ricas de China.

## Geografía

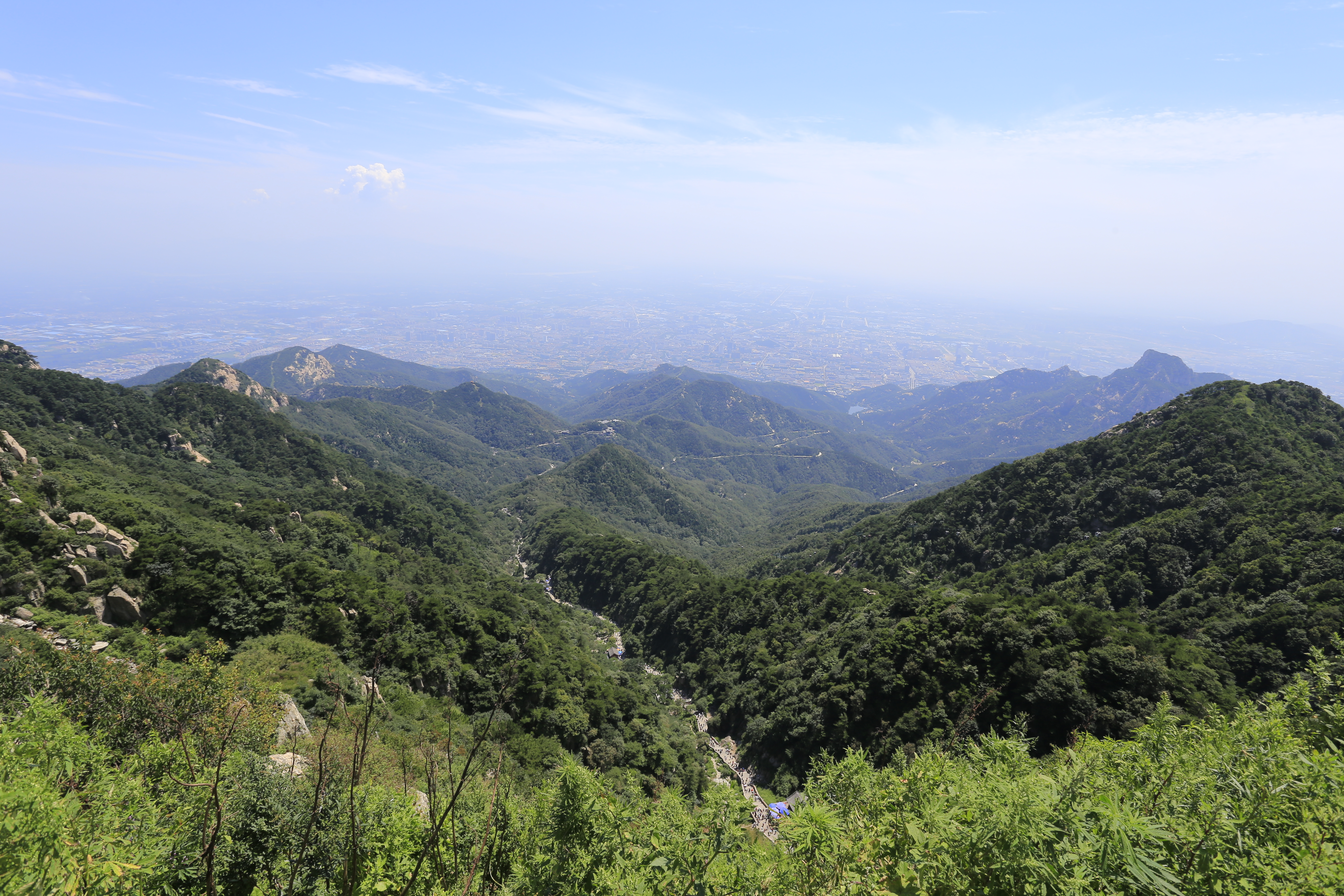
Alrededores del Monte Tai.

La provincia de Shandong es principalmente llana, ya que gran parte pertenece a la llanura del norte de China. El centro es más montañoso, con las Montañas Lushan y Mengshan y el monte Tai, una de las cinco montañas sagradas de China. Al este se encuentra la accidentada península de Shandong que separa el mar de Bohai, al norte, del mar Amarillo, al sur y este. La cima más alta es el pico del Emperador de Jade, con una altura de 1545 metros.
El río Amarillo atraviesa la zona oeste de la provincia y desemboca en su costa norte, en el mar de Bohai. Transcurre por la provincia mediante un dique más elevado que el terreno circundante y divide su zona occidental en dos cuencas, la del río Hai al norte y la del río He al sur. El Gran Canal de China atraviesa Shandong desde el noroeste al suroeste. El lago Weishan es el mayor de la zona. Shandong tiene 3000 km de costa.
La península de Shandong tiene una costa accidentada, con acantilados, bahías e islas. La gran bahía de Laizhou, la más meridional de las tres que forman el mar de Bohai, se encuentra al norte de la provincia, entre Donying y Penglai. La bahía de Jiaozhou, mucho más pequeña, se encuentra al sur, próxima a Qingdao. Las islas Miaodao se extienden hacia el norte frente a la costa de la península.
Shandong tiene un clima templado, con veranos húmedos e inviernos fríos y secos. La temperatura media en enero es de entre –5.º y 1 °C, mientras que en julio es de entre 24 y 28 °C. Las precipitaciones anuales van de los 550 a los 950 mm.
Las principales ciudades son:
- Jinan
- Qingdao
- Yantai
- Zibo
- Weifang
- Weihai
- Zaozhuang

## Economía
Shandong ocupa el primer puesto entre las provincias chinas en producción de algodón, trigo, ajo, oro y diamantes. También es importante el cultivo de sorgo y de maíz. Tiene grandes depósitos de petróleo, especialmente en el área de Dongying, en el delta del río Amarillo, donde se encuentra el yacimiento de Shengli, uno de los mayores de todo el país. También produce sal.
Es una de las provincias más ricas de China. Su desarrollo económico se asienta sobre grandes empresas de conocidas marcas y se ha beneficiado de las inversiones procedentes de Corea del Sur y de Japón dada su proximidad geográfica a estos países. La zona más rica es la península de Shandong; en Qingdao se encuentran los cuarteles generales de dos de las más famosas marcas de China: la fábrica de cerveza Tsingtao y la de electrodomésticos de gama blanca Haier. La zona occidental de la península es mucho más pobre.
En 2004, el PNB nominal de Shandong fue de 1,55 billones de yuanes (192.300 millones de dólares), el segundo de China (detrás de Guandong  y delante de Jiangsu).

## Demografía
Shandong es la segunda provincia más poblada de toda China, después de la de Henan. El 99% de la población es de etnia han. También hay grupos minoritarios de hui y manchúes.

## División administrativa
En Shandong hay 16 Divisiones de Nivel de Prefectura, 14 Ciudades de Nivel de Prefectura y 2 ciudades subprovinciales. Estas 16 Divisiones de Nivel de Prefectura se subdividen en 140 Divisiones de Nivel de Distrito (49 Sectores, 31 Ciudades y 60 Distritos) subdivididas a su vez en 1941 Divisiones de Nivel de Municipio (1223 Pueblos, 293 Municipios, 2 Municipios Étnicos y 423 subsectores).
| Mapa | #         | Nombre | Hanzi         | Pinyin                | Tipo |
| ---- | --------- | ------ | ------------- | --------------------- | ---- |
|      |           |        |               |                       |      |
| 1    | Jinan     | 济南市 | Jǐnán Shì     | Ciudad - Subprovincia |      |
| 2    | Qingdao   | 青岛市 | Qīngdǎo Shì   | Ciudad - Subprovincia |      |
| 3    | Binzhou   | 滨州市 | Bīnzhōu Shì   | Ciudad - Prefectura   |      |
| 4    | Dezhou    | 德州市 | Dézhōu Shì    | Ciudad - Prefectura   |      |
| 5    | Dongying  | 东营市 | Dōngyíng Shì  | Ciudad - Prefectura   |      |
| 6    | Heze      | 菏泽市 | Hézé Shì      | Ciudad - Prefectura   |      |
| 7    | Jining    | 济宁市 | Jìníng Shì    | Ciudad - Prefectura   |      |
| 8    | Zibo      | 淄博市 | Zībó Shì      | Ciudad - Prefectura   |      |
| 9    | Liaocheng | 聊城市 | Liáochéng Shì | Ciudad - Prefectura   |      |
| 10   | Linyi     | 临沂市 | Línyí Shì     | Ciudad - Prefectura   |      |
| 11   | Rizhao    | 日照市 | Rìzhào Shì    | Ciudad - Prefectura   |      |
| 12   | Tai'an    | 泰安市 | Tài'ān Shì    | Ciudad - Prefectura   |      |
| 13   | Weifang   | 潍坊市 | Wéifāng Shì   | Ciudad - Prefectura   |      |
| 14   | Weihai    | 威海市 | Wēihǎi Shì    | Ciudad - Prefectura   |      |
| 15   | Yantai    | 烟台市 | Yāntái Shì    | Ciudad - Prefectura   |      |
| 16   | Zaozhuang | 枣庄市 | Zǎozhuāng Shì | Ciudad - Prefectura   |      |

Ver Divisiones Administrativas de Shandong (listado completo de las Divisiones a Nivel de Distrito).

## Cultura

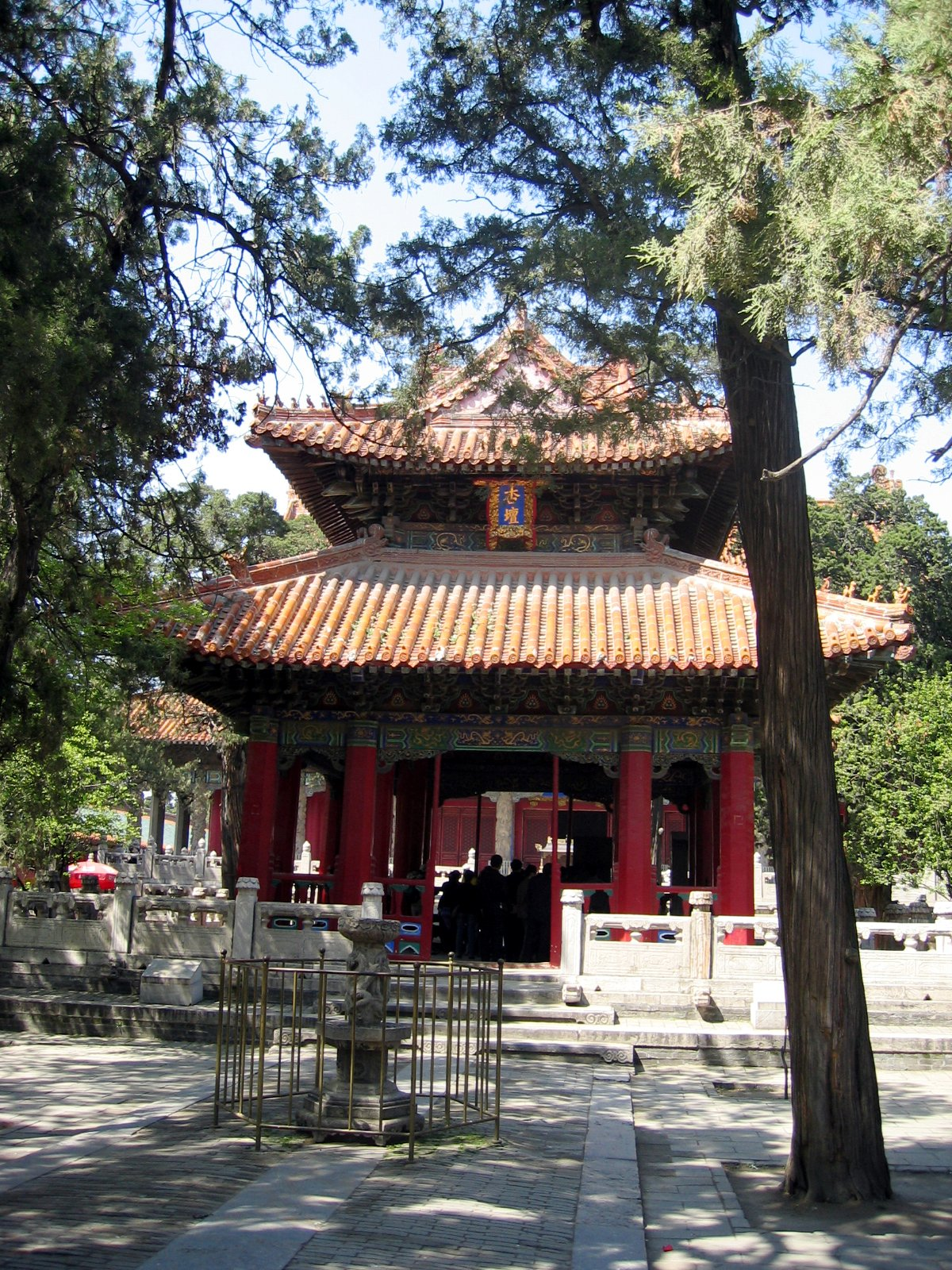
Templo de Confucio en Qufu, Provincia de Shandong, China.

En Shandong se hablan diversos dialectos del chino mandarín. Los lingüistas los clasifican dentro de tres ramas principales:
- Mandarín jilu, hablado en el noroeste (así como en la vecina Hebei), como por ejemplo el dialecto jinan.
- Mandarín zhongyuan, hablado en el suroeste (y en la vecina Henan).
- Mandarín jiao liao, hablado en la península de Shandong (y en la de Liaodong, al otro lado del mar de Bohai), que incluye el dialecto qingdao.

Cuando la gente habla del "dialecto de Shandong" (山東話), normalmente se refiere a uno de los dos primeros; los dialectos del madarín jiao liao son generalmente llamados "dialectos jiaodong" (膠東話).
La cocina de Shandong es una de las ocho grandes ramas tradicionales de la cocina china. Es conocida como lucai (鲁菜) o también por el nombre de la provincia, Shandong cai (山东菜). A su vez puede dividirse en tres tipos: la cocina del interior; la cocina centrada en el marisco (en la península) y la cocina de la mansión de Confucio, una elaborada tradición originalmente ideada para los banquetes imperiales y otros de similar importancia.
Shandong Bangzi y Lüju son dos formas populares de ópera china, originarias del suroeste de la región.

## Transporte
La capital Jinan es el principal nudo ferroviario del este de China. Existen dos importantes líneas que atraviesan la provincia: la Jingjiu, que une Pekín con Kowloon (norte de Hong Kong), pasando por Liaocheng y Heze; y la Jinghu, de Pekín a Shanghái, que pasa por Dezhou, Jinan, Tai'an, Qufu y Tengzhou.
La línea Jiaoji une las dos mayores ciudades de la provincia, Ji'nan y Qingdao.
La red de autopistas es una de las más densas y de mejor calidad de toda China. Su longitud total, con más de 3000 kilómetros, es la mayor de todo el país. Las dos autopistas principales con la Jiqing, de Jinan a Qingdao, y la Jingfu, de Pekín a Fuzhou, capital de la provincia de Fujian. El servicio de autobuses une la capital con todas las demás ciudades y pueblos de la región.
En la península de Shandong hay importantes ciudades portuarias, como Qingdao, Yantai, Weihai, Rizhao y Longkou, muchas de las cuales han tenido un importante pasado histórico como bases navales o como escenario de históricas batallas. Los ferries unen las ciudades de la costa norte con la península de Liaodong, al otro lado del mar de Bohai, y con la ciudad de Incheon, en Corea del Sur.
Los principales aeropuertos son el Xijiao de Jinan y el Liuting de Qingdao.

## Turismo

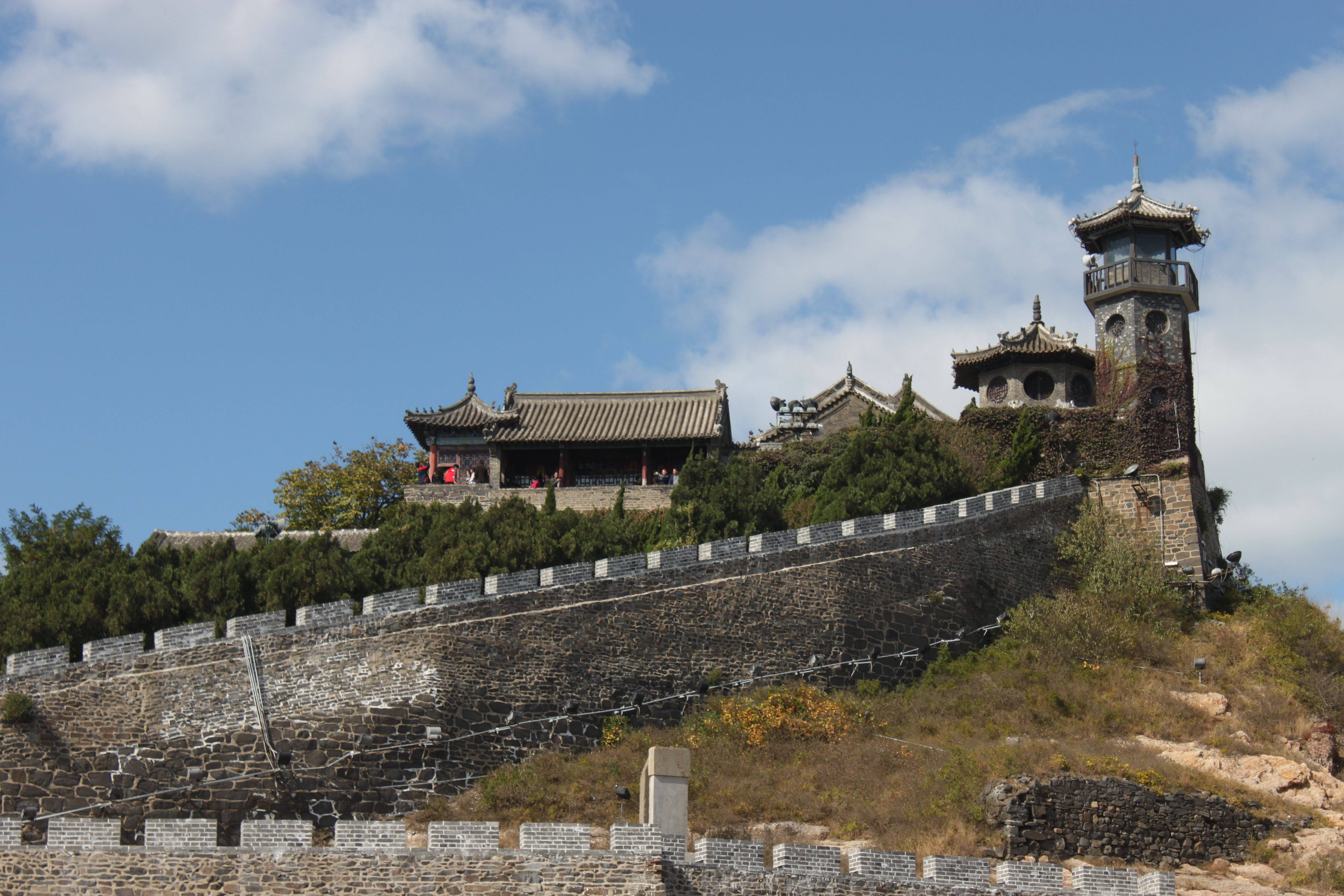
Pabellón Penglai en Yantai.

En Jinan, la capital, se puede visitar la mezquita, el monte de los mil Budas (千佛山，qiān fó shān) y el museo de Jinan (济南博物馆, 濟南博物館, jǐnán bówùguǎn). La principal atracción de la ciudad fueron sus manantiales, aunque hoy en día ya no fluyen con la misma intensidad.
En Tai'an (泰安, Tài'ān) se puede visitar el templo Dai (岱庙，岱廟，dài miào), aunque lo más importante de la ciudad es la visita al monte Tai, en chino Taishan, una de las cinco montañas sagradas de China y lugar de peregrinación. Está declarado Patrimonio de la Humanidad.
En Qufu son de obligada visita el templo y el cementerio de Confucio y la mansión de la familia Kong, también Patrimonio de la Humanidad.
En Zouxian (邹县, 鄒縣, Zōuxiàn), a tan sólo 23 kilómetros de Qufu, nació Mencio, el otro gran filósofo del confucianismo. Se puede visitar el templo (孟庙, 孟廟, Mèng miào) y las mansiones de Mencio (孟府, Mèng fǔ).
En Qingdao (un antiguo puerto alemana), situada al sur de la Península de Shandong, es de destacar su arquitectura alemana. Es un conocido destino vacacional entre los chinos y sede de la fábrica de cerveza Tsingtao (青島啤酒, qīngdǎo píjiǔ), la más famosa de todo el país. A 40 kilómetros de la ciudad se encuentra el taoísta Laoshan (崂山, 嶗山, Láo shān).
Otros destinos de interés son Penglai, Yantai y Weihai, antiguo puerto británico, donde la armada china fue vencida por la japonesa durante la Primera Guerra Sino-japonesa, y también es de destacar su arquitectura británico.

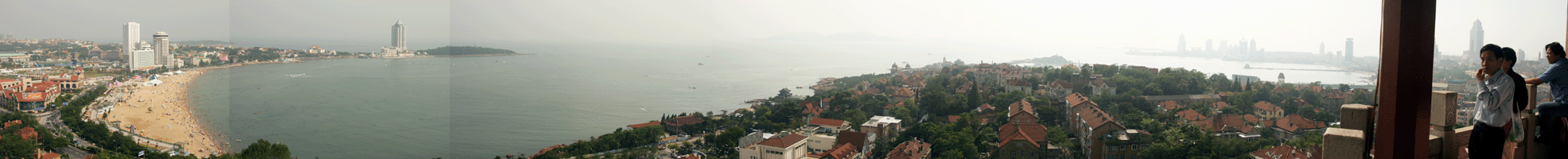
Panorama de Qingdao.

## Ciudades hermanadas
- Coatzacoalcos
- Chihuahua